# 弗兰克·麦凯布
弗兰克·赖利·麦凯布（英語：Frank Reilly McCabe，1927年6月30日—2021年4月18日），美国男子篮球运动员，曾代表美国国家队参加1952年夏季奥林匹克运动会男子篮球比赛，最终获得金牌。